# Instant 0 in the Universe
Instant 0 in the Universe est un maxi du groupe anglais Stereolab, sorti en octobre 2003. C'est le premier enregistrement réalisé après la mort d'une des membres du groupe, Mary Hansen, en 2002.
Ce maxi est sorti en CD mais aussi dans une édition limitée à trois-mille exemplaires comprenant trois disques vinyles de sept pouces. Cette dernière édition comprend un titre bonus figurant en face B du dernier disque.

## Liste des titres
1. ...Sudden Stars - 4:40
2. Jaunty Monty and the Bubbles of Silence - 4:10
3. Good Is Me - 5:25
4. Microclimate - 4:16
5. Mass Riff - 4:25

### Titre bonus de l'édition limitée
- Hillbilly Motobike - 2:23